# Episodi de L'Impero romano (seconda stagione)
La seconda stagione della serie televisiva L'Impero romano è stata pubblicata il 27 luglio 2018 su Netflix. La stagione ha come sottotitolo Il signore di Roma (Master of Rome).
| nº | Titolo originale     | Titolo italiano             | Prima TV       |
| -- | -------------------- | --------------------------- | -------------- |
| 1  | The Triumvirate      | Il triumvirato              | 27 luglio 2018 |
| 2  | The Great Conqueror  | Il grande conquistatore     | 27 luglio 2018 |
| 3  | Crossing the Rubicon | Il superamento del Rubicone | 27 luglio 2018 |
| 4  | Queen of the Nile    | La regina del Nilo          | 27 luglio 2018 |
| 5  | The Ides of March    | Le idi di Marzo             | 27 luglio 2018 |